# Falstaff

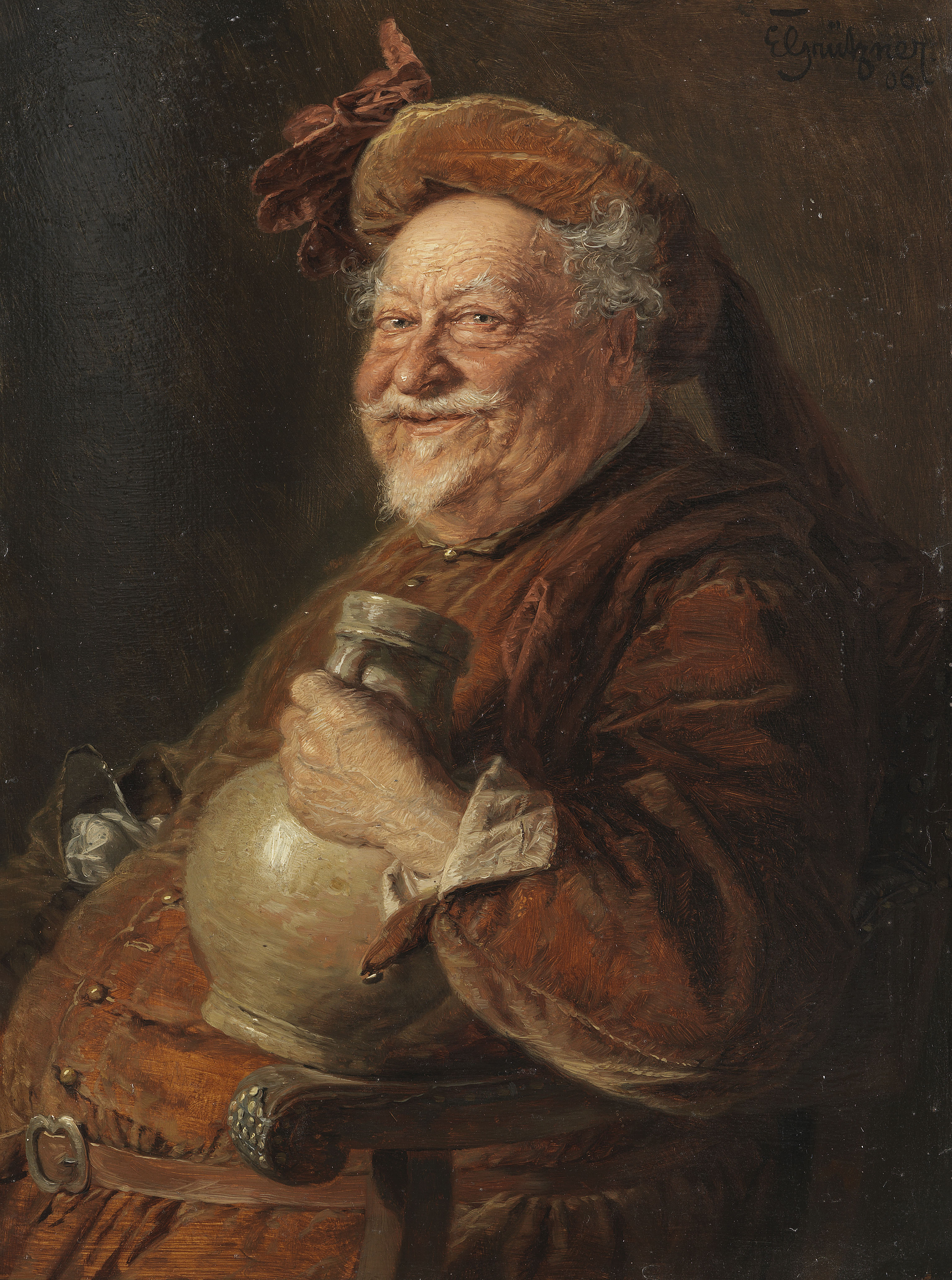
Eduard von Grützner: Falstaff (1906)

Sir John Falstaff je postava z díla Williama Shakespeara. Vystupuje ve hrách Jindřich IV. (1. část), Jindřich IV. (2. část) a Veselé paničky windsorské; je zmíněn také v Jindřichovi V., jehož děj se odehrává již po Falstaffově smrti.
Rytíř John Falstaff je členem družiny následníka anglického trůnu Jindřicha V., zvaného „Princ Jindra“ (Prince Hal), starším mentorem a věrným druhem jeho mladických alotrií. Falstaff je zobrazen jako štamgast vykřičené krčmy U kančí hlavy: obtloustlý milovník dobrého jídla a pití, záletník, vychloubač, hrubián, zbabělec a příležitostný zloděj. Když Jindřich zdědí po svém otci královský trůn, zbaví se starých kumpánů včetně Falstaffa, aby ho ve vladařské roli nadále nekompromitovali. Za Falstaffovou bezstarostností a komickou poživačností se tak objevuje motiv zranitelnosti a deziluze. Režisér Martin Huba to komentuje: „Falstaff je hrdina dojemný, tragikomický, obsahující nejednu vrstvu zkušenosti každého z nás, kdo se střetl s hořkostí výsměchu, s pocitem jakéhosi permanentního zneuznání a opovržení.“
Předpokládá se, že jako předlohy Falstaffa sloužily Shakespearovi historické postavy John Oldcastle a John Fastolf. Prvním představitelem této role byl pravděpodobně John Heminges. Ve filmu ho hráli George Robey (1944) a Robbie Coltrane (1989), v televizním seriálu Simon Russell Beale (2012). Postava se naposledy objevila ve filmu Král (2019) kde ji ztvárnil Joel Edgerton.   
Postava Falstaffa inspirovala řadu umělců: William Kenrick napsal hru Falstaffova svatba (1766), operu o něm složili Antonio Salieri i Giuseppe Verdi, stejnojmennou symfonickou báseň Falstaff o něm napsal i britský skladatel Edward Elgar, objevuje se také v díle Otto Nicolaie Veselé paničky windsorské a Ralpha Vaughana Williamse Zamilovaný Sir John. Na svých obrazech ho znázornili Friedrich von Amerling, Eduard von Grützner, Adolf Schrödter a další malíři, Orson Welles natočil v roce 1965 film Falstaff (Chimes at Midnight). Robert Nye napsal román Falstaff, který obdržel v roce 1976 literární cenu Hawthornden Prize.
Jan Werich je autorem divadelní hry Falstaffovo babí léto (1964, knižně 1969), v níž použil vztah Falstaffa a Jindřicha jako nadčasovou metaforu politiky a jejího dopadu na prostého člověka. Plánoval také její filmovou podobu s pracovním názvem Filmfalstaff, kterou měl režírovat Vojtěch Jasný a Werich měl hrát titulní roli, projekt však ztroskotal na odlišných představách obou tvůrců.